# 大西洋艦隊 (アメリカ海軍)
アメリカ大西洋艦隊（アメリカたいせいようかんたい, United States Atlantic Fleet）は、大西洋に配備されているアメリカ海軍の艦隊である。2006年に司令部がアメリカ艦隊総軍と統合されており、実働艦隊として第2艦隊が編成されているが訓練部隊に近いものとなっている。

## 概要
1906年に編成された合衆国艦隊麾下に1906年から1922年まで大西洋艦隊が編成されていた。
1922年に艦隊主力は太平洋に転出し、大西洋艦隊は偵察艦隊に再編されている。
1941年2月1日に合衆国艦隊は再編され、大西洋艦隊と太平洋艦隊、アジア艦隊の3個艦隊編制となった。第二次世界大戦中は主に船団護衛に投入された。
冷戦期においては第2艦隊（南北大西洋に展開）と第6艦隊（いわゆる地中海艦隊）を管理下に収めていた。また、大西洋艦隊司令長官は大西洋軍司令官も兼任し、大西洋地域の統合軍の作戦指揮権を有していた。
ソビエト連邦の崩壊後、戦闘部隊から訓練部隊へと性格を変えてきていた。
2006年にアメリカ艦隊総軍と司令部が統合され、大西洋艦隊は実質的に廃止された。

## おもな歴代司令長官
- ロブリー・D・エヴァンズ：初代司令官